# Zeusstatyn i Olympia

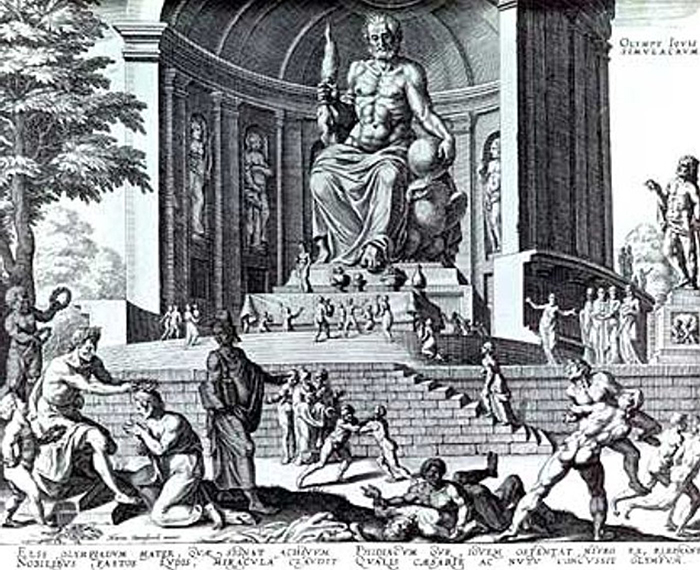
Zeusstatyn i Olympia

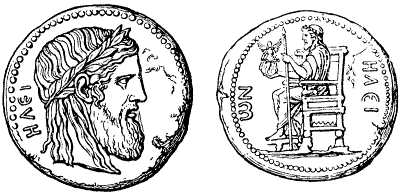
Forngrekiska mynt från Elis med bilder efter Fidias staty av Zeus i Olympias Zeustempel

Zeusstatyn i Olympia var en kultstaty föreställande den grekiske guden Zeus och placerat i Zeustemplet i Olympia. Den skapades av skulptören Fidias (Pheidias) i mitten av 400-talet f.Kr. och räknas som ett av världens sju underverk. 
Zeusstatyn var placerad i det stora Zeustemplet. Detta var Zeus viktigaste helgedom, utfört i dorisk stil och det största templet på hela Peloponnesos. Statyn i sitt tempel "tronade" över de Olympiska spelen som hölls till Zeus ära.
Information om hur statyn såg ut finns i vår tid bara bevarade genom avbildningar på mynt och en del beskrivningar från samtida källor. Enligt dessa var den över 12 meter hög. Zeus-figuren skulle ha varit uppbyggd kring en inre ram av trä, täckt med elfenben och guld (en teknik som kallades kryselefantin) och sittande på en tron av cederträ. Utsmyckningarna var i guld, ebenholts, elfenben, svart kalksten och ädla stenar. I sin högra hand höll Zeus en liten staty av gudinnan Nike, och i den vänstra, en spira med en örn på toppen.
Zeustemplet med sin staty utgjorde en viktig kultplats i många hundra år. Under 1:a århundradet e.Kr. gjorde den romerske kejsaren Caligula ett misslyckat försök att flytta statyn till Rom. I slutet av 300-talet flyttades den till Konstantinopel där den slutligen förstördes av bränder år 462.
Området kring Olympia drabbades vid samma tid av jordbävningar och andra naturkatastrofer, och templet brandhärjades och förstördes på 500-talet.